# Velefique
Velefique község Spanyolországban, Almería tartományban. Lakosainak száma 246 fő (2024).

## Földrajza
Velefique Bacares, Sierro, Senés, Tabernas és Castro de Filabres községekkel határos.

## Népesség
A település lakosságának változását az alábbi diagram mutatja:
| Lakosok száma | 318  | 263  | 250  | 300  | 303  | 278  | 256  | 242  | 235  | 246  |
|               | 2001 | 2004 | 2006 | 2009 | 2011 | 2014 | 2016 | 2019 | 2021 | 2024 |